# 엘리즈 라르니콜
엘리즈 라르니콜(Élise Larnicol)은 프랑스의 배우이다.